# Бохдановце на Трнави
Бохдановце на Трнави (слч. Bohdanovce nad Trnavou) насељено је мјесто са административним статусом сеоске општине (слч. obec) у округу Трнава, у Трнавском крају, Словачка Република.

## Становништво
| Година:    | 1994. | 2004.   | 2014.    | 2024.    |
| ---------- | ----- | ------- | -------- | -------- |
| Број људи: | 936   | 969     | 1306     | 1529     |
| Разлика:   |       | +3,52 % | +34,77 % | +17,07 % |

| Година:    | 2023. | 2024.   |
| ---------- | ----- | ------- |
| Број људи: | 1532  | 1529    |
| Разлика:   |       | -0,19 % |

Према подацима о броју становника из 2024. године насеље је имало 1529 становника.